# Puertas Abiertas
Puertas Abiertas (Open Doors) es una organización internacional cristiana humanitaria evangélica  interdenominacional que apoya a los cristianos perseguidos en más de 60 países donde el cristianismo sufre opresión y rechazo legal y social.
Puertas Abiertas está comprometida con la distribución de biblias y literatura cristiana, material de audio y video, y de formación. Los objetivos declarados son generar mayor concienciación sobre la persecución, movilizar cadenas de oración, brindar apoyo material y crear colaboración entre los cristianos alrededor del mundo.
Su base se encuentra en Harderwijk, Países Bajos.
Además, Puertas Abiertas es miembro de las Agencias del Foro Bíblico Internacional.

## Historia
Puertas Abiertas fue fundada en 1955 por el holandés Anne van der Bijl, más conocido como el Hermano Andrés (no confundir con Alfred André Bessette). 
Su primera labor fue la de pasar biblias de contrabando dentro de la antigua Polonia comunista. Siguió con esa labor en los demás países soviéticos; y en 1957 la extendió aún más dentro del bloque comunista, aprovechando la ventaja de un Volkswagen tipo «escarabajo» de color azul que recibió como donación y que le que permitía pasar de contrabando una cantidad aún mayor de literatura. A partir de ese entonces, el trabajo de Puertas Abiertas siguió extendiéndose más y más por la Europa del Este y la Unión Soviética. 
En junio de 1981 Puertas Abiertas había logrado entregar de esa forma ya un millón de biblias en China en una playa cerca de la ciudad de Shantou. Fue el Proyecto Perla, llevado a cabo por una veintena de personas de distintas nacionalidades lideradas por el hermano David. Para ello se usó una embarcación semisumergible de casi 42 metros llamada Gabriel, que fue cargada con un embalaje de una tonelada resistente al agua, cuyo contenido era un millón de biblias. Para remolcarla a la playa, y esquivar así varios barcos anclados pertenecientes a la Armada China, se utilizó un remolcador de unos 30 metros llamado Michael. Cuando el grupo llegó a la playa a las 21:00, unos 10 000 cristianos estaban esperándolos para repartir las biblias por todo el país. La revista Time describió el proyecto como una «misión destacable... la mayor operación de este tipo en la historia de China».
En el año 1988 Puertas Abiertas aprovechó la Glásnost para entregar un millón de biblias en ruso a la Iglesia ortodoxa rusa, algo que costaba 2,5 millones de dólares. Puertas Abiertas se asoció con Sociedades Bíblicas Unidas para completar el objetivo en poco más de un año.
En el 2010, 428 856 personas de más de 70 países firmaron la petición de Puertas Abiertas sobre la Libertad de Religión o Creencia, diciendo SÍ a la libertad de religión y NO a la discriminación religiosa. La petición se presentó a la ONU en Nueva York el lunes 6 de diciembre del 2010.
En 2023, Puertas Abiertas está presente en más de 70 países en los que se discrimina a los cristianos por causa de su fe. Además, cuenta con oficinas de desarrollo en 25 países, a través de las cuales se crea conciencia acerca de la problemática de la persecución y se levantan fondos para el trabajo que se realiza en los lugares en los que hay persecución.

## Programas
Puertas Abiertas realiza el siguiente trabajo en algunos países:
- Distribución Biblias y literatura cristiana.
- Capacitación pastoral y de discipulado.
- Seminarios sobre la vida cristiana y vida en familia, como «Firmes en la Tormenta», el seminario que usan para enseñar a los cristianos a enfrentar la persecución.
- Cursos de alfabetización basados.
- Brindar atención postraumática a viudas, familiares de prisioneros, desplazados y desempleados.
- Asistencia legal y espiritual, y bienestar emocional a los prisioneros y a sus familias.
- Financiar y aportar equipamiento a pastores, iglesias e institutos cristianos.
- Suministrar imprentas, radios, reproductores de casete, fotocopiadoras, y equipamiento audiovisual y de transporte.
- Patrocinar institutos cristianos, ministerios de reconciliación y centros de recuperación de refugiados cristianos, viudas y orfanatos.

### Lista Mundial de Persecución
La organización publica cada año la Lista Mundial de Persecución, que clasifica los países de mayor a menor severidad de persecución sufrida por los cristianos de fe activa.
Esta lista está hecha sobre la base de investigaciones y comparaciones hechas por investigadores de la materia, por expertos externos, y también basándose en documentos de investigación disponibles para el público en general. Es un instrumento cualitativo basado en estas opiniones subjetivas.
En el 2012, la metodología de la lista fue ampliamente revisada de cara a ofrecer una credibilidad, transparencia, objetividad y calidad científica mayores. Y en 2013 esta metodología fue refinada aún más.  
Las 50 primeras posiciones de la lista de 2023 son las siguientes:
Persecución extrema
1. Corea del Norte.
2. Somalia
3. Yemen
4. Eritrea
5. Libia
6. Nigeria
7. Pakistán
8. Irán
9. Afganistán
10. Sudán
11. India

Persecución muy alta
1. Siria
2. Arabia Saudí
3. Myanmar
4. Maldivas
5. China
6. Mali
7. Irak
8. Argelia
9. Mauritania
10. Uzbekistán
11. Colombia
12. Burkina Faso
13. República Centroafricana
14. Vietnam
15. Turkmenistán
16. Cuba
17. Níger
18. Marruecos
19. Bangladés
20. Laos
21. Mozambique
22. Indonesia
23. Catar
24. Egipto
25. Túnez
26. República Democrática del Congo
27. México
28. Etiopía
29. Bután
30. Turquía
31. Comoras
32. Malasia
33. Tayikistán
34. Camerún
35. Brunéi
36. Omán
37. Kazajistán
38. Jordania
39. Nicaragua